# Estación de Losacio-San Martín de Tábara
Losacio-San Martín de Tábara es una estación ferroviaria abandonada que se halla a unos dos kilómetros del casco urbano de Losacio y dos del de San Martín de Tábara y se ubica en los límites de los términos municipales de estas dos localidades de la comarca natural de Aliste, Tábara y Alba, en la provincia de Zamora, en España.
La estación forma parte de la Línea Zamora-La Coruña y se encuentra ubicada en la carretera ZA-902 en el límite entre Losacio y San Martín de Tábara, a pocos metros del viaducto del Vertillo. Proyectada durante la dictadura de Primo de Rivera, su construcción concluyó en 1933 durante la Segunda República Española, si bien, no fue inaugurada hasta el 24 de septiembre de 1952 por Francisco Franco. Operó durante 38 años, hasta que fue clausurada por Renfe en 1990 en un cierre masivo de once estaciones zamoranas bajo parámetros de baja rentabilidad económica.
Como en otras estaciones de esta misma línea, pretendía dar servicio a dos poblaciones, sucediendo que finalmente no lo daba a ninguna dada su ubicación forestal rodeada de campos de cultivo y monte, alejada de la población de la zona. En 1952, momento de su inauguración, Losacio rondaba los 600 habitantes y San Martín de Tábara los 500, en total, un servicio para algo más de 1.000 habitantes y que no frenó el problema de la despoblación de estas dos localidades de la Zamora rural. Si bien, gracias a esta estación, se mantuvieron varios puestos de trabajo en estas poblaciones dedicadas en su totalidad a la ganadería y agricultura de subsistencia.
Pese a que en su día fue una de las estaciones más importantes de la línea con cantidad de gestiones ferroviarias, hoy día, es una estación fantasma y se encuentra en un estado total de abandono.

## Historia
Los primeros proyectos de la línea Zamora-La Coruña aparecieron en 1855 o 1857, hasta que el 25 de abril de 1864 los ingenieros del Estado emitieron un informe técnico desaconsejando la línea Zamora-Orense, sobre la base de dos grandes motivos: una orografía muy adversa y la ausencia de núcleos de población intermedios que superaran los 2.000 habitantes. Los ingenieros del Estado concluyeron en su informe que el tramo Orense-Zamora era "la línea ferroviaria más complicada de la ingeniería española" superando incluso al puerto de Pajares en el ferrocarril de Asturias. Ante tal perspectiva el gobierno de España optó por archivar el proyecto.
Casi un siglo después de archivarse, con paralizaciones de las obras por debates políticos de rentabilidad económica por parte del gobierno de la República o del célebre ingeniero José Eugenio Ribera, con una Guerra Civil de por medio, el ferrocarril de la Zamora rural pudo inaugurarse por Francisco Franco mediante el tramo Zamora-Puebla de Sanabria el 24 de septiembre de 1952. La estación de Losacio-San Martín de Tábara se finalizó prácticamente en 1933 a la par que el viaducto del Vertillo, infraestructuras prácticamente colindantes. Si bien, hay referencias a su finalización en 1931 y a finales de los años 1920. Su explotación inicial quedó a cargo de RENFE cuyo nacimiento se había producido en 1941.

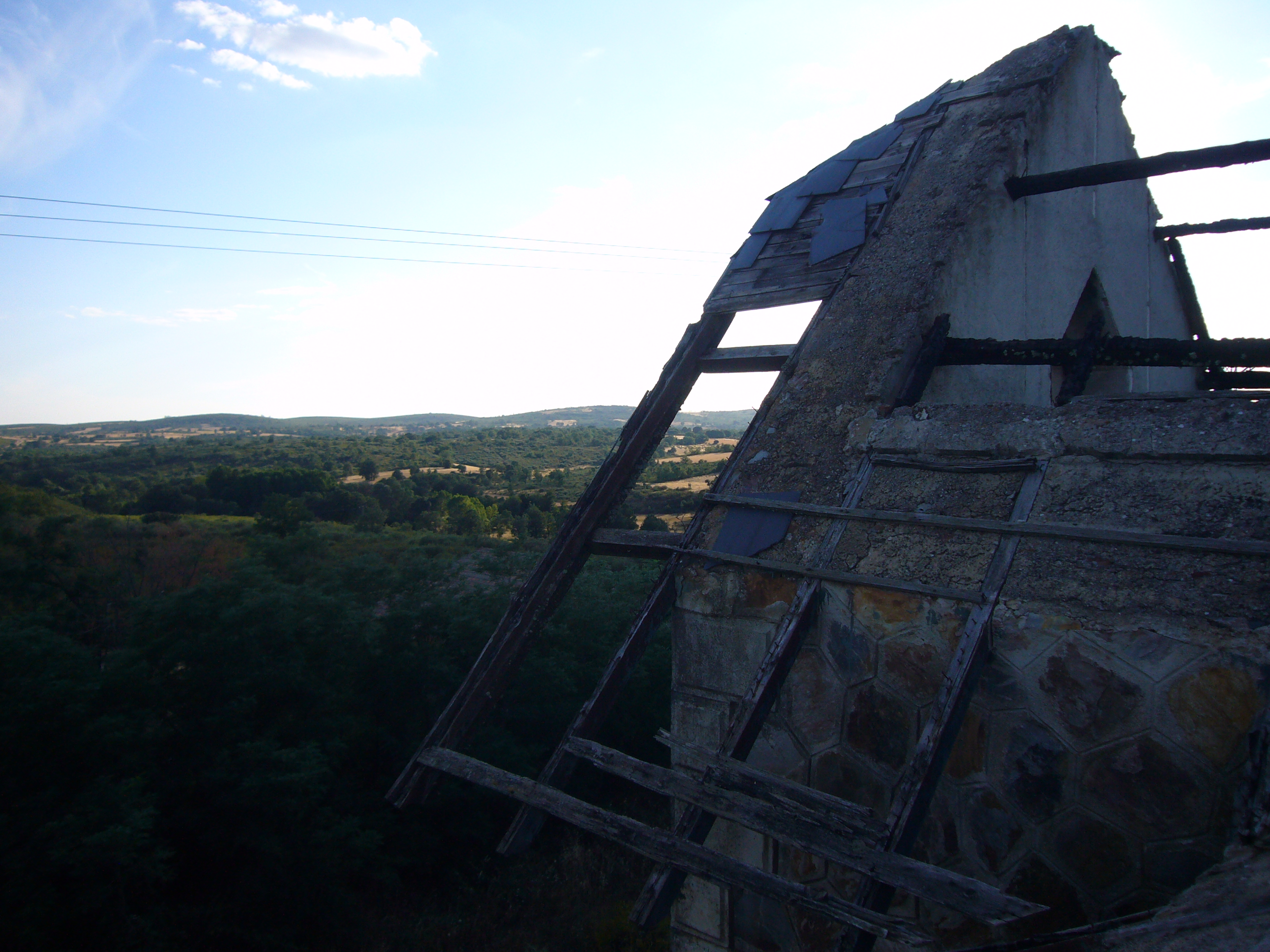
Vistas de San Martín de Tábara desde la cubierta de la estación de ferrocarril Losacio-San Martín de Tábara.

La construcción de la línea ferroviaria entre Zamora y Galicia supuso, a mediados del siglo XX, dotar a las consideradas como comarcas "menos desarrolladas de España" como son Aliste, Tábara y Alba, de la principal vía de comunicación con el exterior. Tras siglos de caminos de herradura y barcas sobre el río Esla, la implantación del ferrocarril en el oeste zamorano fue la mayor apuesta por la España vaciada en el siglo XX.
Después de mantener su apertura durante 38 años, fue clausurada por Renfe en 1990 en un cierre masivo de 11 estaciones que afectaban a 16 pueblos zamoranos bajo parámetros de baja rentabilidad económica. Durante mayo y junio de 1990 se generaron grandes protestas de los ayuntamientos alistanos y sanabreses para mantener la apertura de las estaciones de la Zamora rural. Una de las más significativas, fue la protesta de Ferreruela de Tábara donde se detuvo un tren talgo por concentrarse un gran grupo de vecinos de pueblos afectados en las vías en la estación de Ferreruela. Finalmente, y pese a las protestas de los pueblos del oeste zamorano, Renfe operadora del Ministerio de Fomento dirigido por José Barrionuevo del PSOE, decidió dar por amortizadas las estaciones de los pueblos. Esto provocó que al poco tiempo, las estaciones como la de Losacio-San Martín quedasen en ruinas por actos vandálicos.

## Localización

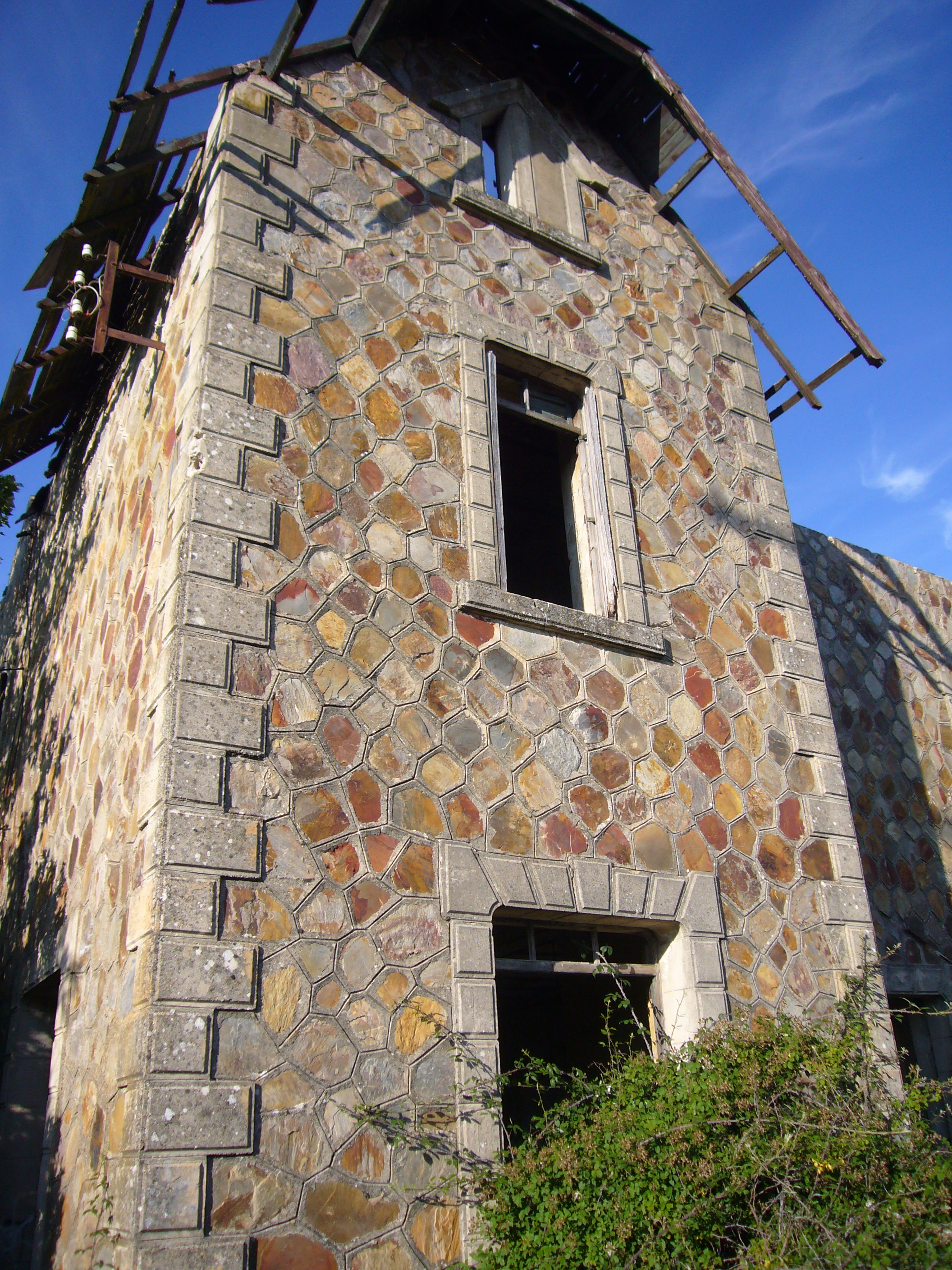
Fachada lateral de la estación de ferrocarril Losacio-San Martín de Tábara en 2010.

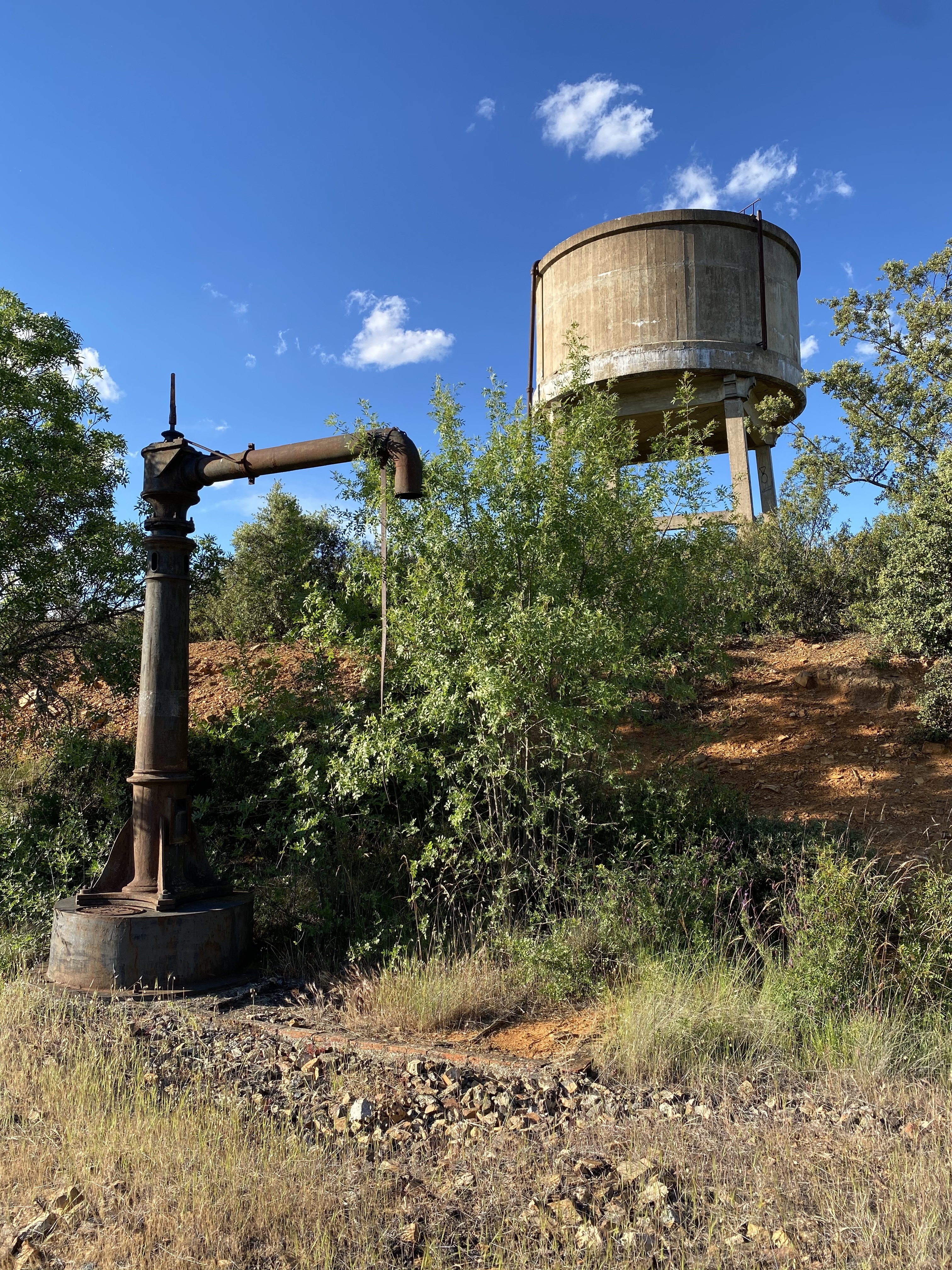
Depósito y aguada de la estación Losacio-San Martín de Tábara en 2021.

Ocupa el punto kilométrico 39/939 de dicha la línea Zamora-La Coruña (tomando como origen la estación de Zamora) y se sitúa a una altitud de 802,680 metros sobre el nivel del mar. La anterior estación que le antecede en la línea corresponde a la estación de Carbajales de Alba y la sucesora es la estación de Ferreruela de Tábara.
Está situada en un alto dominando toda la penillanura que se extiende entre el Campo de Aliste y la Tierra de Alba, en las estribaciones de la Sierra de la Culebra cuando ésta desaparece bajo los sedimentos terciarios de la Tierra de Campos.

## Características
En la provincia de Zamora, la entrada en funcionamiento del tramo Zamora-Puebla de Sanabria conlleva la construcción de un total de 16 estaciones y apeaderos, constituyendo un interesantísimo patrimonio arquitectónico de gran nivel constructivo y compositivo en las estaciones de Losacio-San Martín de Tábara, Carbajales de Alba, Sarracín de Aliste y La Torre de Aliste. Estas cuatro estaciones se diseñaron y construyeron bajo el mismo estilo de arquitectura negra, todas proyectadas por el ingeniero José Luis Tovar Bisbal.
Están levantadas con materiales del oeste zamorano como pizarra, cuarcita o granito, según las comarcas. Los edificios de viajeros están construidos en cuarcita, formando dos cuerpos en forma de torreones que flanquean otro central. Todas ellas se sitúan estilísticamente próximas al pintoresquismo, siendo protagonistas sus inclinadas cubiertas de pizarra y chimeneas con un gran desarrollo. Lamentablemente estos inmuebles están en deplorable estado de conservación y concretamente la estación de Losacio-San Martín está próxima a la ruina. La estación fue construida en una difícil y ardua labor por campesinos de las poblaciones de San Martín de Tábara, Losacio, Ferreruela y Abejera.
Losacio-San Martín era un edificio emblemático del tramo zamorano, con un edificio para viajeros con recias paredes en piedra vista distribuido con dos pisos, tejados de pizarra de varias vertientes, madera y llamativas chimeneas. El conjunto muestra amplios ventanales y unos porches cubiertos de pizarra tanto en la entrada como en la salida del recinto. Posee un andén lateral y otro central de buena anchura aunque sin protección al que acceden tres vías. Los cambios de andén se realizan a nivel. El recinto se completa con una vía de carga, muelle de carga cubierto, muelle descubierto con grúa dinámica, báscula, gálibo, aseos, un tanque de almacenamiento y aguada o grúa de agua.
A pocos metros de la entrada a la estación, junto a la carretera ZA-902, se encuentra el edificio con dos viviendas que estaba destinado a trabajadores de la estación. El edificio es de tipo vivienda unifamiliar pareada, donde ambas viviendas se dividen por una única pared. La distribución interior es totalmente independiente compartiendo los muros y tejado. Cada vivienda disponía de patio jardín independiente. El edificio, como todo el complejo de la estación, es Patrimonio del Estado mediante propiedad del Ministerio de Transportes. Actualmente este patrimonio público se encuentra totalmente vandalizado.
La estación mantenía sus propios jardines, diseñados por el famoso jardinero mayor de Madrid, Cecilio Rodríguez. Sin utilidad alguna asignada, los viajeros ya solo contemplan por la ventanilla del tren el esqueleto de lo que en su día fue una “bella dama” de la línea Zamora-La Coruña.
Pese a la puesta en marcha de esta estación a mediados del siglo XX, ni Losacio, ni San Martín de Tábara llegaron a sentirse "poblaciones ferroviarias" y la estación generó poco sentimiento de pertenencia al considerarla sus vecinos como lejana. Todo lo contrario que ocurrió en el municipio adyacente de Ferreruela, donde se ha generado un importante vínculo ferroviario al estar su apeadero prácticamente junto al casco urbano.

## Proyectos de restauración
Tras el gran debate existente en España sobre el problema de la despoblación desde finales de años 2010 y principios de 2020, acuñado como la España vaciada, algunas asociaciones o plataformas que luchan contra la despoblación han promovido proponen que esta estación sea restaurada como centro de investigaciones rurales o de lucha contra la despoblación, o incluso como hotel rural por su magnífico entorno natural. Otros estudios de investigación proponen su recuperación como estación de ferrocarril para el impulso de las comarcas menos desarrolladas de España.

## Galería de imágenes
|                                      |
| Cubierta vandalizada de la estación. |

|                                               |
| Chapa de Fundiciones JEZ Bilbao en la aguada. |

|                                                          |
| Estación Losacio-San Martín de Tábara desde el depósito. |

|                                 |
| Muelle de carga de la estación. |

|                                         |
| Traviesas apiladas junto a la estación. |

|                                                         |
| Edificio de viviendas para trabajadores de la estación. |